# Ranunculus pygmaeus

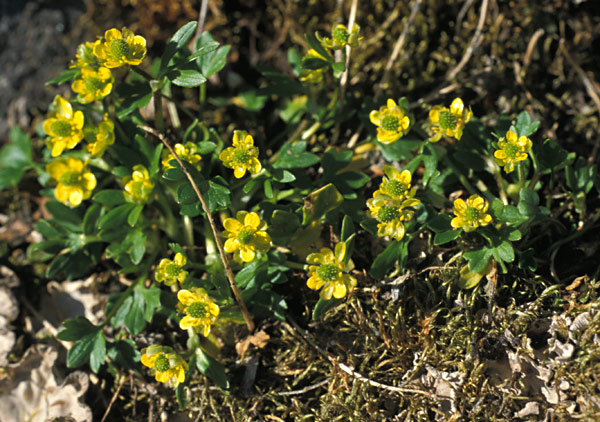
Ranunculus pygmaeus

Ranunculus pygmaeus es una especie de planta perenne de la familia Ranunculaceae. Se encuentra en el Ártico, así como en las montañas de Noruega y las Montañas Rocosas. Una pequeña población se encuentra en los Alpes y los Montes Tatras.

## Descripción
Es una planta pequeña, postrado-ascendente, que alcanza un tamaño de 1-5 cm de altura. Los tallos son solo de flores. Las hojas están profundamente hendidas en 3-5 lóbulos. Las flores son 5-6 mm de diámetro, con cinco pétalos de color amarillo pálido, y cinco peludos sépalos. Después de la floración, los tallos se extienden considerablemente, sobrepasando las hojas basales. Crece en lechos de nieve, alfombras de musgo y otros lugares húmedos.

## Taxonomía
Ranunculus pygmaeus fue descrita por Göran Wahlenberg y publicado en Flora Lapponica 157, pl. 3, f. 3. 1812.
Etimología
Ver: Ranunculus
pygmaeus: epíteto latino que significa "enano".
Sinónimos
- Ranunculus pygmaeus var. langianus Nathorst	[3]